# Piccolo trubka
Piccolo trubka (pikola) je nejmenším zástupcem rodiny trubkových nástrojů. Nejběžnější ladění je in B / in A, přičemž tónina se dá měnit nástrčkem, tj. krátkou trubicí vsunovanou mezi nátrubek a trubici (viz obrázek vpravo), již méně časté typy jsou in G, F a C. Délka trubice piccolo trubky je oproti trubce in B poloviční, proto dosahuje o oktávu vyšších tónů.
Technika hry je velmi podobná trubkové, u piccolo trubky se jen používají o něco mělčí nátrubky. Na rozdíl od trubky, která má tři klapky, je většina piccolo trubek osazena klapkami čtyřmi. První snižuje tón nástroje o velkou sekundu, druhá o malou sekundu, třetí o malou tercii a čtvrtá o čistou kvartu, právě díky čtvrté klapce je možné jistěji hrát nižší tóny.
Snad nejznámějším hráčem na piccolo trubku je Maurice André, který se proslavil zejména svými nahrávkami barokních skladeb. Na piccolo trubku hrál nejen kompozice určené pro trubku, ale také transkripce barokních děl psaných původně pro hoboj, flétnu a dokonce i pro smyčcové nástroje.